# Ser Benfiquista
„Ser Benfiquista“ (česky Být Benfiquistou) je portugalská skladba z roku 1953, která je hymnou fotbalového klubu Benfica Lisabon. Píseň vytvořil portugalský skladatel Manuel Paulino Gomes Júnior při příležitosti zahájení příprav stavby starého stadionu na místě dnešního Estádio da Luz. Za přítomnosti 6 tisíc fanoušků skladbu provedl portugalský zpěvák, tenor Luís Piçarra. Skladbou se zpravidla začíná každý domácí zápas v Luz v Lisabonu.

## Přijetí skladby
Skladba nahradila historickou hymnu klubu Avante Benfica přijatou v roce 1929. Ta byla zakázána portugalským režimem Estado Novo v roce 1942, jelikož levicový výraz „Avante“ byl vnímán jako protirežimní.